# NGC 538
NGC 538 este o galaxie spirală situată în constelația Balena. A fost descoperită în 20 noiembrie 1886 de către Lewis Swift.